# 雅各布·斯庞利
雅各布‧斯普利（英語：Jacob Spoonley，1987年3月3日—）是一名新西蘭足球運動員，司值守門員，現在效力於中央超級聯賽美麗華流浪者足球俱樂部。他是新西蘭國家隊在加拿大舉行的2007年世界青年足球錦標賽中的主要守門員。在比賽中，這名守門員令人印象深刻。

## 2008北京奧運會男子足球比賽
斯普利代表新西蘭隊參加2008年北京奧運男子足球比賽。新西蘭被編在C組，同組球隊有巴西隊、比利時隊、中國隊。
在8月7日瀋陽奧體中心的首場賽事，斯普利首發出場，在88分鐘被中國球員董方卓功入1球，比賽最終戰成1：1平。8月10日，在瀋陽奧體中心，斯普利丟失5球，最終新西蘭隊以0：5落敗。8月13日，在上海體育場同比利時隊的比賽中，斯普利在上半場丟失1球，新西蘭隊最終以0：1敗給比利時隊。新西蘭隊最終積1分，C組排名墊底出局。

## 外部連結
- 惠靈頓鳳凰足球俱樂部網站個人資料介紹
- 雅各布·斯庞利 – FIFA國際賽競賽紀錄 (存檔)